# Goujounac
Goujounac is een gemeente in het Franse departement Lot (regio Occitanie) en telt 232 inwoners (2011). De plaats maakt deel uit van het arrondissement Cahors.

## Geografie
De oppervlakte van Goujounac bedraagt 10,2 km², de bevolkingsdichtheid is 18,8 inwoners per km².
De onderstaande kaart toont de ligging van Goujounac met de belangrijkste infrastructuur en aangrenzende gemeenten.

## Demografie
Onderstaande figuur toont het verloop van het inwonertal (bron: INSEE-tellingen).